# Great Northern Railway Buildings
Les Great Northern Railway Buildings sont des bâtiments formant un district historique dans les comtés de Flathead et Glacier,  dans le Montana, aux États-Unis. Composé d'édifices à vocation hôtelière construits au début du XXe siècle par le Great Northern Railway dans le parc national de Glacier ou à proximité, ce district est inscrit au Registre national des lieux historiques et classé National Historic Landmark depuis le 28 mai 1987.

## Propriétés contributrices
- Belton Chalets
- Chalet Granite Park
- Many Glacier Hotel
- Chalet Sperry
- Two Medicine Store